# Eleições legislativas portuguesas de 2002 no distrito de Portalegre
| Eleições legislativas portuguesas de 2002 Distritos: Aveiro \| Beja \| Braga \| Bragança \| Castelo Branco \| Coimbra \| Évora \| Faro \| Guarda \| Leiria \| Lisboa \| Portalegre \| Porto \| Santarém \| Setúbal \| Viana do Castelo \| Vila Real \| Viseu \| Açores \| Madeira \| Estrangeiro |

## Resultados por Concelho
Os resultados nos concelhos do Distrito de Portalegre foram os seguintes:

### Alter do Chão
| Partido                 | Partido                        | Votos | %               | +/-  |
| ----------------------- | ------------------------------ | ----- | --------------- | ---- |
|                         | Partido Socialista             | 947   | 41,26 / 100,00  | 6,30 |
|                         | Partido Social Democrata       | 718   | 31,29 / 100,00  | 7,25 |
|                         | Coligação Democrática Unitária | 329   | 14,34 / 100,00  | 2,65 |
|                         | Partido Popular                | 176   | 7,67 / 100,00   | 1,75 |
|                         | Bloco de Esquerda              | 34    | 1,48 / 100,00   | 0,87 |
|                         | PCTP/MRPP                      | 32    | 1,39 / 100,00   | 0,43 |
|                         | Outros                         | 20    | 0,87 / 100,00   |      |
| Votos Inválidos         | Votos Inválidos                | 39    | 1,70 / 100,00   | 0,24 |
| Total                   | Total                          | 2 295 | 100,00 / 100,00 |      |
| Eleitorado/Participação | Eleitorado/Participação        | 3 539 | 64,85 / 100,00  | 0,90 |

| Freguesia     | %     | %     | %     | %    | %    | %    | Votantes |
| Freguesia     | PS    | PSD   | CDU   | PP   | BE   | PCTP | Votantes |
| ------------- | ----- | ----- | ----- | ---- | ---- | ---- | -------- |
| Alter do Chão | 39,06 | 38,47 | 8,55  | 8,77 | 1,62 | 1,11 | 1 357    |
| Chancelaria   | 39,18 | 27,58 | 18,81 | 8,51 | 1,80 | 1,80 | 388      |
| Cunheira      | 59,27 | 14,91 | 13,09 | 5,82 | 1,09 | 1,45 | 275      |
| Seda          | 37,09 | 17,45 | 37,82 | 2,91 | 0,73 | 2,18 | 275      |
| Alter do Chão | 41,26 | 31,29 | 14,34 | 7,67 | 1,48 | 1,39 | 2 295    |

### Arronches
| Partido                 | Partido                        | Votos | %               | +/-  |
| ----------------------- | ------------------------------ | ----- | --------------- | ---- |
|                         | Partido Socialista             | 886   | 47,48 / 100,00  | 7,34 |
|                         | Partido Social Democrata       | 622   | 33,33 / 100,00  | 8,58 |
|                         | Coligação Democrática Unitária | 168   | 9,00 / 100,00   | 2,61 |
|                         | Partido Popular                | 97    | 5,20 / 100,00   | 0,18 |
|                         | PCTP/MRPP                      | 23    | 1,23 / 100,00   | 0,22 |
|                         | Bloco de Esquerda              | 22    | 1,18 / 100,00   | 0,72 |
|                         | Outros                         | 18    | 0,97 / 100,00   |      |
| Votos Inválidos         | Votos Inválidos                | 30    | 1,61 / 100,00   | 0,08 |
| Total                   | Total                          | 1 866 | 100,00 / 100,00 |      |
| Eleitorado/Participação | Eleitorado/Participação        | 3 006 | 62,08 / 100,00  | 0,84 |

| Freguesia | %     | %     | %     | %    | %    | %    | Votantes |
| Freguesia | PS    | PSD   | CDU   | PP   | PCTP | BE   | Votantes |
| --------- | ----- | ----- | ----- | ---- | ---- | ---- | -------- |
| Assunção  | 43,93 | 33,24 | 12,34 | 5,15 | 1,55 | 1,07 | 1 029    |
| Esperança | 48,29 | 39,68 | 2,33  | 5,21 | 0,90 | 1,08 | 557      |
| Mosteiros | 58,93 | 21,07 | 10,00 | 5,36 | 0,71 | 1,79 | 280      |
| Arronches | 47,48 | 33,33 | 9,00  | 5,00 | 1,23 | 1,18 | 1 866    |

### Avis
| Partido                 | Partido                        | Votos | %               | +/-  |
| ----------------------- | ------------------------------ | ----- | --------------- | ---- |
|                         | Coligação Democrática Unitária | 1 293 | 42,44 / 100,00  | 2,54 |
|                         | Partido Socialista             | 845   | 27,73 / 100,00  | 3,09 |
|                         | Partido Social Democrata       | 650   | 21,33 / 100,00  | 4,84 |
|                         | Partido Popular                | 101   | 3,31 / 100,00   | 0,63 |
|                         | Bloco de Esquerda              | 44    | 1,44 / 100,00   | 0,28 |
|                         | PCTP/MRPP                      | 43    | 1,41 / 100,00   | 0,50 |
|                         | Outros                         | 23    | 0,76 / 100,00   |      |
| Votos Inválidos         | Votos Inválidos                | 48    | 1,57 / 100,00   | 0,70 |
| Total                   | Total                          | 3 047 | 100,00 / 100,00 |      |
| Eleitorado/Participação | Eleitorado/Participação        | 4 345 | 70,13 / 100,00  | 1,80 |

| Freguesia         | %     | %     | %     | %    | %    | %    | Votantes |
| Freguesia         | CDU   | PS    | PSD   | PP   | BE   | PCTP | Votantes |
| ----------------- | ----- | ----- | ----- | ---- | ---- | ---- | -------- |
| Alcôrrego         | 68,90 | 13,71 | 8,70  | 4,01 | 1,00 | 1,00 | 299      |
| Aldeia Velha      | 50,60 | 25,90 | 17,13 | 2,39 | 0,40 | 1,59 | 251      |
| Avis              | 34,88 | 32,12 | 23,84 | 3,35 | 2,17 | 1,48 | 1 015    |
| Benavila          | 42,20 | 30,87 | 20,07 | 2,06 | 1,37 | 0,86 | 583      |
| Ervedal           | 40,60 | 23,31 | 25,56 | 4,76 | 1,25 | 2,01 | 399      |
| Figueira e Barros | 45,41 | 22,71 | 23,58 | 1,75 | 0,44 | 1,75 | 229      |
| Maranhão          | 60,61 | 18,18 | 9,09  | 0    | 3,03 | 3,03 | 33       |
| Valongo           | 31,09 | 34,45 | 26,47 | 2,52 | 1,26 | 1,26 | 238      |
| Avis              | 42,44 | 27,73 | 21,33 | 3,31 | 1,44 | 1,41 | 3 047    |

### Campo Maior
| Partido                 | Partido                        | Votos | %               | +/-  |
| ----------------------- | ------------------------------ | ----- | --------------- | ---- |
|                         | Partido Socialista             | 2 189 | 51,97 / 100,00  | 1,85 |
|                         | Coligação Democrática Unitária | 833   | 19,78 / 100,00  | 4,96 |
|                         | Partido Social Democrata       | 817   | 19,40 / 100,00  | 6,60 |
|                         | Partido Popular                | 183   | 4,34 / 100,00   | 0,11 |
|                         | Bloco de Esquerda              | 53    | 1,26 / 100,00   | 0,10 |
|                         | PCTP/MRPP                      | 51    | 1,21 / 100,00   | 0,03 |
|                         | Outros                         | 14    | 0,34 / 100,00   |      |
| Votos Inválidos         | Votos Inválidos                | 72    | 1,71 / 100,00   | 0,08 |
| Total                   | Total                          | 4 212 | 100,00 / 100,00 |      |
| Eleitorado/Participação | Eleitorado/Participação        | 7 046 | 59,78 / 100,00  | 1,42 |

| Freguesia                            | %     | %     | %     | %    | %    | %    | Votantes |
| Freguesia                            | PS    | CDU   | PSD   | PP   | BE   | PCTP | Votantes |
| ------------------------------------ | ----- | ----- | ----- | ---- | ---- | ---- | -------- |
| Nossa Senhora da Expectação          | 50,53 | 17,53 | 22,46 | 4,87 | 1,75 | 1,11 | 1 888    |
| Nossa Senhora da Graça dos Degolados | 55,49 | 22,25 | 13,58 | 5,78 | 0    | 1,73 | 346      |
| São João Batista                     | 52,73 | 21,49 | 17,49 | 3,59 | 1,01 | 1,21 | 1 978    |
| Campo Maior                          | 51,97 | 19,78 | 19,40 | 4,34 | 1,26 | 1,21 | 4 212    |

### Castelo de Vide
| Partido                 | Partido                        | Votos | %               | +/-   |
| ----------------------- | ------------------------------ | ----- | --------------- | ----- |
|                         | Partido Socialista             | 924   | 44,64 / 100,00  | 8,62  |
|                         | Partido Social Democrata       | 771   | 37,25 / 100,00  | 11,91 |
|                         | Coligação Democrática Unitária | 139   | 6,71 / 100,00   | 0,73  |
|                         | Partido Popular                | 121   | 5,85 / 100,00   | 0,93  |
|                         | Bloco de Esquerda              | 44    | 2,13 / 100,00   | 0,09  |
|                         | PCTP/MRPP                      | 21    | 1,01 / 100,00   | 0,27  |
|                         | Outros                         | 10    | 0,49 / 100,00   |       |
| Votos Inválidos         | Votos Inválidos                | 40    | 1,93 / 100,00   | 0,28  |
| Total                   | Total                          | 2 070 | 100,00 / 100,00 |       |
| Eleitorado/Participação | Eleitorado/Participação        | 3 304 | 62,65 / 100,00  | 4,07  |

| Freguesia                                | %     | %     | %     | %    | %    | %    | Votantes |
| Freguesia                                | PS    | PSD   | CDU   | PP   | BE   | PCTP | Votantes |
| ---------------------------------------- | ----- | ----- | ----- | ---- | ---- | ---- | -------- |
| Nossa Senhora da Graça de Póvoa e Meadas | 50,12 | 24,32 | 16,22 | 3,93 | 0,25 | 2,46 | 407      |
| Santa Maria da Devesa                    | 44,60 | 39,74 | 4,96  | 5,95 | 2,48 | 0,69 | 1 009    |
| Santiago Maior                           | 37,22 | 47,98 | 5,83  | 4,93 | 1,35 | 0    | 223      |
| São João Baptista                        | 43,39 | 38,05 | 3,48  | 7,89 | 3,48 | 0,93 | 431      |
| Castelo de Vide                          | 44,64 | 37,25 | 6,71  | 5,85 | 2,13 | 1,01 | 2 070    |

### Crato
| Partido                 | Partido                        | Votos | %               | +/-     |
| ----------------------- | ------------------------------ | ----- | --------------- | ------- |
|                         | Partido Socialista             | 1 179 | 45,84 / 100,00  | 6,74    |
|                         | Partido Social Democrata       | 755   | 29,35 / 100,00  | 11,09   |
|                         | Coligação Democrática Unitária | 374   | 14,54 / 100,00  | 3,68    |
|                         | Partido Popular                | 125   | 4,86 / 100,00   | Estável |
|                         | PCTP/MRPP                      | 34    | 1,32 / 100,00   | 0,08    |
|                         | Bloco de Esquerda              | 31    | 1,21 / 100,00   | 0,15    |
|                         | Outros                         | 19    | 0,73 / 100,00   |         |
| Votos Inválidos         | Votos Inválidos                | 55    | 2,14 / 100,00   | 0,22    |
| Total                   | Total                          | 2 572 | 100,00 / 100,00 |         |
| Eleitorado/Participação | Eleitorado/Participação        | 3 906 | 65,85 / 100,00  | 0,02    |

| Freguesia        | %     | %     | %     | %    | %    | %    | Votantes |
| Freguesia        | PS    | PSD   | CDU   | PP   | PCTP | BE   | Votantes |
| ---------------- | ----- | ----- | ----- | ---- | ---- | ---- | -------- |
| Aldeia da Mata   | 38,05 | 39,94 | 15,72 | 1,89 | 0,94 | 1,26 | 318      |
| Crato e Mártires | 41,87 | 31,35 | 15,77 | 4,97 | 1,75 | 1,66 | 1 027    |
| Flor da Rosa     | 36,69 | 31,36 | 17,16 | 8,88 | 1,78 | 0,59 | 169      |
| Gáfete           | 55,69 | 22,60 | 10,93 | 5,54 | 1,20 | 0,75 | 668      |
| Monte da Pedra   | 52,66 | 21,26 | 15,46 | 4,83 | 1,45 | 0,97 | 207      |
| Vale do Peso     | 46,45 | 31,69 | 15,30 | 3,28 | 0,55 | 0    | 183      |
| Crato            | 45,84 | 29,35 | 14,54 | 4,86 | 1,32 | 1,21 | 2 572    |

### Elvas
| Partido                 | Partido                        | Votos  | %               | +/-  |
| ----------------------- | ------------------------------ | ------ | --------------- | ---- |
|                         | Partido Socialista             | 5 779  | 52,72 / 100,00  | 8,62 |
|                         | Partido Social Democrata       | 3 000  | 27,37 / 100,00  | 8,41 |
|                         | Partido Popular                | 969    | 8,84 / 100,00   | 1,29 |
|                         | Coligação Democrática Unitária | 605    | 5,52 / 100,00   | 1,71 |
|                         | Bloco de Esquerda              | 202    | 1,84 / 100,00   | 0,48 |
|                         | Outros                         | 208    | 1,90 / 100,00   |      |
| Votos Inválidos         | Votos Inválidos                | 198    | 1,81 / 100,00   | 0,08 |
| Total                   | Total                          | 10 961 | 100,00 / 100,00 |      |
| Eleitorado/Participação | Eleitorado/Participação        | 19 754 | 55,49 / 100,00  | 2,29 |

| Freguesia                         | %     | %     | %     | %     | %    | Votantes |
| Freguesia                         | PS    | PSD   | PP    | CDU   | BE   | Votantes |
| --------------------------------- | ----- | ----- | ----- | ----- | ---- | -------- |
| Ajuda, Salvador e Santo Ildefonso | 54,80 | 25,55 | 8,27  | 6,50  | 1,33 | 677      |
| Alcáçova                          | 57,06 | 24,52 | 8,84  | 3,56  | 2,01 | 1 097    |
| Assunção                          | 42,64 | 38,18 | 11,43 | 2,50  | 2,47 | 3 316    |
| Barbacena                         | 47,34 | 22,78 | 7,85  | 15,19 | 0,51 | 395      |
| Caia e São Pedro                  | 62,70 | 20,10 | 7,43  | 4,31  | 1,92 | 1 925    |
| Santa Eulália                     | 53,38 | 22,30 | 8,20  | 11,08 | 1,15 | 695      |
| São Brás e São Lourenço           | 58,68 | 23,82 | 7,27  | 4,98  | 1,48 | 743      |
| São Vicente e Ventosa             | 61,33 | 17,98 | 7,14  | 8,37  | 0,49 | 406      |
| Terrugem                          | 49,29 | 22,78 | 6,82  | 12,23 | 2,32 | 777      |
| Vila Boim                         | 57,46 | 22,96 | 8,17  | 7,04  | 0,99 | 710      |
| Vila Fernando                     | 57,73 | 31,82 | 5,45  | 1,36  | 1,82 | 220      |
| Elvas                             | 52,72 | 27,37 | 8,84  | 5,52  | 1,84 | 10 961   |

### Fronteira
| Partido                 | Partido                        | Votos | %               | +/-   |
| ----------------------- | ------------------------------ | ----- | --------------- | ----- |
|                         | Partido Socialista             | 997   | 41,86 / 100,00  | 7,44  |
|                         | Partido Social Democrata       | 879   | 36,90 / 100,00  | 10,30 |
|                         | Coligação Democrática Unitária | 230   | 9,66 / 100,00   | 3,02  |
|                         | Partido Popular                | 167   | 7,01 / 100,00   | 1,36  |
|                         | Bloco de Esquerda              | 28    | 1,18 / 100,00   | 0,01  |
|                         | PCTP/MRPP                      | 28    | 1,18 / 100,00   | 0,08  |
|                         | Outros                         | 15    | 0,63 / 100,00   |       |
| Votos Inválidos         | Votos Inválidos                | 38    | 1,59 / 100,00   | 1,19  |
| Total                   | Total                          | 2 382 | 100,00 / 100,00 |       |
| Eleitorado/Participação | Eleitorado/Participação        | 3 475 | 68,55 / 100,00  | 1,60  |

| Freguesia      | %     | %     | %     | %    | %    | %    | Votantes |
| Freguesia      | PS    | PSD   | CDU   | PP   | BE   | PCTP | Votantes |
| -------------- | ----- | ----- | ----- | ---- | ---- | ---- | -------- |
| Cabeço de Vide | 44,19 | 32,11 | 11,77 | 7,80 | 1,53 | 1,07 | 654      |
| Fronteira      | 39,18 | 41,50 | 6,76  | 7,37 | 1,16 | 1,37 | 1 465    |
| São Saturnino  | 50,95 | 23,19 | 20,53 | 3,04 | 0,38 | 0,38 | 263      |
| Fronteira      | 41,86 | 36,90 | 9,66  | 7,01 | 1,18 | 1,18 | 2 382    |

### Gavião
| Partido                 | Partido                        | Votos | %               | +/-  |
| ----------------------- | ------------------------------ | ----- | --------------- | ---- |
|                         | Partido Socialista             | 1 635 | 55,73 / 100,00  | 7,69 |
|                         | Partido Social Democrata       | 751   | 25,60 / 100,00  | 8,14 |
|                         | Coligação Democrática Unitária | 246   | 8,38 / 100,00   | 1,70 |
|                         | Partido Popular                | 147   | 5,01 / 100,00   | 0,87 |
|                         | PCTP/MRPP                      | 46    | 1,57 / 100,00   | 0,57 |
|                         | Bloco de Esquerda              | 35    | 1,19 / 100,00   | 0,41 |
|                         | Outros                         | 18    | 0,62 / 100,00   |      |
| Votos Inválidos         | Votos Inválidos                | 56    | 1,91 / 100,00   | 0,32 |
| Total                   | Total                          | 2 934 | 100,00 / 100,00 |      |
| Eleitorado/Participação | Eleitorado/Participação        | 4 618 | 63,53 / 100,00  | 1,67 |

| Freguesia | %     | %     | %     | %    | %    | %    | Votantes |
| Freguesia | PS    | PSD   | CDU   | PP   | PCTP | BE   | Votantes |
| --------- | ----- | ----- | ----- | ---- | ---- | ---- | -------- |
| Atalaia   | 50,77 | 16,15 | 18,46 | 8,46 | 0,77 | 0,77 | 130      |
| Belver    | 61,24 | 19,78 | 9,09  | 2,87 | 1,91 | 1,75 | 627      |
| Comenda   | 52,29 | 24,85 | 13,26 | 4,12 | 1,52 | 1,22 | 656      |
| Gavião    | 50,79 | 32,59 | 4,44  | 6,88 | 1,69 | 1,38 | 945      |
| Margem    | 62,85 | 23,44 | 6,25  | 4,51 | 1,22 | 0,35 | 576      |
| Gavião    | 55,73 | 25,60 | 8,38  | 5,01 | 1,57 | 1,19 | 2 934    |

### Marvão
| Partido                 | Partido                        | Votos | %               | +/-  |
| ----------------------- | ------------------------------ | ----- | --------------- | ---- |
|                         | Partido Socialista             | 1 053 | 46,63 / 100,00  | 7,44 |
|                         | Partido Social Democrata       | 869   | 38,49 / 100,00  | 9,52 |
|                         | Partido Popular                | 179   | 7,93 / 100,00   | 0,09 |
|                         | Coligação Democrática Unitária | 47    | 2,08 / 100,00   | 1,57 |
|                         | Bloco de Esquerda              | 28    | 1,24 / 100,00   | 0,07 |
|                         | Outros                         | 36    | 1,60 / 100,00   |      |
| Votos Inválidos         | Votos Inválidos                | 46    | 2,04 / 100,00   | 0,25 |
| Total                   | Total                          | 2 258 | 100,00 / 100,00 |      |
| Eleitorado/Participação | Eleitorado/Participação        | 3 659 | 61,71 / 100,00  | 0,57 |

| Freguesia                | %     | %     | %    | %    | %    | Votantes |
| Freguesia                | PS    | PSD   | PP   | CDU  | BE   | Votantes |
| ------------------------ | ----- | ----- | ---- | ---- | ---- | -------- |
| Beirã                    | 54,78 | 30,06 | 6,74 | 1,97 | 0,84 | 356      |
| Santa Maria de Marvão    | 36,44 | 50,73 | 8,45 | 0,87 | 1,46 | 343      |
| Santo António das Areias | 52,70 | 31,09 | 8,04 | 2,50 | 1,71 | 759      |
| São Salvador da Aramenha | 41,63 | 44,00 | 8,13 | 2,25 | 0,88 | 800      |
| Marvão                   | 46,63 | 38,49 | 7,93 | 2,08 | 1,24 | 2 258    |

### Monforte
| Partido                 | Partido                        | Votos | %               | +/-  |
| ----------------------- | ------------------------------ | ----- | --------------- | ---- |
|                         | Partido Socialista             | 890   | 46,21 / 100,00  | 8,94 |
|                         | Partido Social Democrata       | 435   | 22,59 / 100,00  | 7,26 |
|                         | Coligação Democrática Unitária | 335   | 17,39 / 100,00  | 0,11 |
|                         | Partido Popular                | 149   | 7,74 / 100,00   | 1,01 |
|                         | Bloco de Esquerda              | 40    | 2,08 / 100,00   | 1,04 |
|                         | PCTP/MRPP                      | 39    | 2,02 / 100,00   | 0,05 |
|                         | Outros                         | 10    | 0,53 / 100,00   |      |
| Votos Inválidos         | Votos Inválidos                | 28    | 1,45 / 100,00   | 0,26 |
| Total                   | Total                          | 1 926 | 100,00 / 100,00 |      |
| Eleitorado/Participação | Eleitorado/Participação        | 2 983 | 64,57 / 100,00  | 1,09 |

| Freguesia    | %     | %     | %     | %     | %    | %    | Votantes |
| Freguesia    | PS    | PSD   | CDU   | PP    | BE   | PCTP | Votantes |
| ------------ | ----- | ----- | ----- | ----- | ---- | ---- | -------- |
| Assumar      | 35,40 | 20,81 | 31,99 | 3,11  | 2,48 | 4,66 | 322      |
| Monforte     | 44,63 | 28,80 | 12,43 | 7,98  | 2,49 | 1,44 | 764      |
| Santo Aleixo | 57,53 | 16,67 | 12,79 | 8,22  | 1,37 | 0,68 | 438      |
| Vaiamonte    | 45,52 | 18,66 | 20,15 | 10,45 | 1,74 | 2,49 | 402      |
| Monforte     | 46,21 | 22,59 | 17,39 | 7,74  | 2,08 | 2,02 | 1 926    |

### Nisa
| Partido                 | Partido                        | Votos | %               | +/-   |
| ----------------------- | ------------------------------ | ----- | --------------- | ----- |
|                         | Partido Socialista             | 2 162 | 43,03 / 100,00  | 10,15 |
|                         | Partido Social Democrata       | 1 638 | 32,60 / 100,00  | 9,64  |
|                         | Coligação Democrática Unitária | 592   | 11,78 / 100,00  | 1,05  |
|                         | Partido Popular                | 348   | 6,93 / 100,00   | 1,67  |
|                         | PCTP/MRPP                      | 74    | 1,47 / 100,00   | 0,17  |
|                         | Bloco de Esquerda              | 61    | 1,21 / 100,00   | 0,44  |
|                         | Outros                         | 46    | 0,92 / 100,00   |       |
| Votos Inválidos         | Votos Inválidos                | 103   | 2,05 / 100,00   | 0,34  |
| Total                   | Total                          | 5 024 | 100,00 / 100,00 |       |
| Eleitorado/Participação | Eleitorado/Participação        | 7 970 | 63,04 / 100,00  | 3,37  |

~
| Freguesia              | %     | %     | %     | %    | %    | %    | Votantes |
| Freguesia              | PS    | PSD   | CDU   | PP   | PCTP | BE   | Votantes |
| ---------------------- | ----- | ----- | ----- | ---- | ---- | ---- | -------- |
| Alpalhão               | 34,96 | 46,61 | 6,79  | 6,15 | 1,54 | 1,41 | 781      |
| Amieira do Tejo        | 49,78 | 18,61 | 21,21 | 6,49 | 1,73 | 0    | 231      |
| Arez                   | 56,78 | 27,64 | 5,03  | 6,03 | 0,50 | 0,50 | 199      |
| Espírito Santo         | 37,78 | 38,02 | 9,71  | 8,48 | 1,48 | 1,98 | 1 215    |
| Montalvão              | 41,07 | 26,40 | 21,60 | 3,20 | 3,47 | 0,27 | 375      |
| Nossa Senhora da Graça | 40,16 | 31,54 | 12,26 | 9,84 | 1,21 | 1,48 | 742      |
| Santana                | 61,89 | 9,73  | 19,19 | 2,70 | 1,35 | 2,16 | 370      |
| São Matias             | 48,51 | 30,36 | 10,23 | 4,95 | 2,31 | 1,32 | 303      |
| São Simão              | 42,65 | 26,47 | 20,59 | 2,94 | 1,47 | 0,74 | 136      |
| Tolosa                 | 47,02 | 32,29 | 8,93  | 8,33 | 0,45 | 0    | 672      |
| Nisa                   | 43,03 | 32,60 | 11,78 | 6,93 | 1,47 | 1,21 | 5 024    |

### Ponte de Sôr
| Partido                 | Partido                        | Votos  | %               | +/-  |
| ----------------------- | ------------------------------ | ------ | --------------- | ---- |
|                         | Partido Socialista             | 3 931  | 41,84 / 100,00  | 1,25 |
|                         | Partido Social Democrata       | 2 413  | 25,68 / 100,00  | 5,49 |
|                         | Coligação Democrática Unitária | 2 020  | 21,50 / 100,00  | 5,37 |
|                         | Partido Popular                | 511    | 5,44 / 100,00   | 0,72 |
|                         | Bloco de Esquerda              | 145    | 1,54 / 100,00   | 0,58 |
|                         | PCTP/MRPP                      | 133    | 1,42 / 100,00   | 0,05 |
|                         | Outros                         | 83     | 0,89 / 100,00   |      |
| Votos Inválidos         | Votos Inválidos                | 160    | 1,70 / 100,00   | 0,15 |
| Total                   | Total                          | 9 396  | 100,00 / 100,00 |      |
| Eleitorado/Participação | Eleitorado/Participação        | 15 475 | 60,72 / 100,00  | 0,83 |

| Freguesia      | %     | %     | %     | %    | %    | %    | Votantes |
| Freguesia      | PS    | PSD   | CDU   | PP   | BE   | PCTP | Votantes |
| -------------- | ----- | ----- | ----- | ---- | ---- | ---- | -------- |
| Foros de Arrão | 44,83 | 10,02 | 36,29 | 3,94 | 0,99 | 1,64 | 609      |
| Galveias       | 30,84 | 35,33 | 23,23 | 4,08 | 1,77 | 1,90 | 736      |
| Longomel       | 52,86 | 14,19 | 22,01 | 4,04 | 1,17 | 2,73 | 768      |
| Montargil      | 25,75 | 23,45 | 41,43 | 4,27 | 1,02 | 1,78 | 1 569    |
| Ponte de Sor   | 44,82 | 31,57 | 11,33 | 7,03 | 1,99 | 0,77 | 4 270    |
| Tramaga        | 56,80 | 12,95 | 19,04 | 4,46 | 1,31 | 1,85 | 919      |
| Vale de Açor   | 35,24 | 28,19 | 28,57 | 3,43 | 0,76 | 1,90 | 525      |
| Ponte de Sor   | 41,84 | 25,68 | 21,50 | 5,44 | 1,54 | 1,42 | 9 396    |

### Portalegre
| Partido                 | Partido                        | Votos  | %               | +/-  |
| ----------------------- | ------------------------------ | ------ | --------------- | ---- |
|                         | Partido Socialista             | 6 328  | 44,65 / 100,00  | 5,80 |
|                         | Partido Social Democrata       | 5 446  | 38,42 / 100,00  | 9,06 |
|                         | Partido Popular                | 971    | 6,85 / 100,00   | 0,25 |
|                         | Coligação Democrática Unitária | 734    | 5,18 / 100,00   | 2,61 |
|                         | Bloco de Esquerda              | 276    | 1,95 / 100,00   | 0,07 |
|                         | Outros                         | 163    | 1,15 / 100,00   |      |
| Votos Inválidos         | Votos Inválidos                | 256    | 1,80 / 100,00   | 0,13 |
| Total                   | Total                          | 14 174 | 100,00 / 100,00 |      |
| Eleitorado/Participação | Eleitorado/Participação        | 22 225 | 63,78 / 100,00  | 1,05 |

| Freguesia       | %     | %     | %     | %     | %    | Votantes |
| Freguesia       | PS    | PSD   | PP    | CDU   | BE   | Votantes |
| --------------- | ----- | ----- | ----- | ----- | ---- | -------- |
| Alagoa          | 38,17 | 45,16 | 11,56 | 0,54  | 1,61 | 372      |
| Alegrete        | 47,20 | 43,59 | 4,19  | 2,30  | 0,33 | 1 216    |
| Carreiras       | 36,53 | 50,13 | 6,40  | 1,33  | 0,80 | 375      |
| Fortios         | 45,42 | 30,14 | 7,54  | 11,71 | 1,73 | 982      |
| Reguengo        | 38,46 | 45,48 | 6,56  | 2,49  | 0,90 | 442      |
| Ribeira de Nisa | 51,02 | 38,26 | 5,29  | 1,63  | 1,22 | 737      |
| São Julião      | 26,26 | 62,24 | 6,04  | 1,81  | 0,30 | 331      |
| São Lourenço    | 37,06 | 45,46 | 7,76  | 4,62  | 2,51 | 3 546    |
| Sé              | 48,88 | 31,95 | 7,15  | 6,46  | 2,66 | 4 967    |
| Urra            | 54,23 | 31,18 | 5,06  | 5,80  | 0,91 | 1 206    |
| Portalegre      | 44,65 | 38,42 | 6,85  | 5,18  | 1,95 | 14 174   |

### Sousel
| Partido                 | Partido                        | Votos | %               | +/-  |
| ----------------------- | ------------------------------ | ----- | --------------- | ---- |
|                         | Partido Socialista             | 1 257 | 37,57 / 100,00  | 3,66 |
|                         | Partido Social Democrata       | 1 190 | 35,56 / 100,00  | 5,58 |
|                         | Coligação Democrática Unitária | 547   | 16,35 / 100,00  | 2,30 |
|                         | Partido Popular                | 174   | 5,20 / 100,00   | 0,81 |
|                         | PCTP/MRPP                      | 42    | 1,26 / 100,00   | 0,36 |
|                         | Outros                         | 49    | 1,47 / 100,00   |      |
| Votos Inválidos         | Votos Inválidos                | 87    | 2,61 / 100,00   | 0,02 |
| Total                   | Total                          | 3 346 | 100,00 / 100,00 |      |
| Eleitorado/Participação | Eleitorado/Participação        | 5 024 | 66,60 / 100,00  | 0,25 |

| Freguesia   | %     | %     | %     | %    | %    | Votantes |
| Freguesia   | PS    | PSD   | CDU   | PP   | PCTP | Votantes |
| ----------- | ----- | ----- | ----- | ---- | ---- | -------- |
| Cano        | 44,75 | 32,42 | 11,76 | 5,94 | 1,48 | 876      |
| Casa Branca | 38,49 | 26,49 | 23,51 | 4,95 | 1,49 | 808      |
| Santo Amaro | 45,37 | 35,67 | 11,51 | 2,93 | 0,90 | 443      |
| Sousel      | 28,96 | 43,81 | 16,65 | 5,66 | 1,07 | 1 219    |
| Sousel      | 37,57 | 35,56 | 16,35 | 5,20 | 1,26 | 3 346    |